# Phoebe yaiensis
Phoebe yaiensis är en lagerväxtart som beskrevs av Shu Kang Lee. Phoebe yaiensis ingår i släktet Phoebe och familjen lagerväxter. Inga underarter finns listade i Catalogue of Life.